# Heinrich Klünder
Heinrich Klünder (* 1604 oder 1606; begraben am 19. Juli 1678 in Glückstadt) war ein deutscher Baumeister.

## Leben
Klünders Herkunft ist nicht ausreichend dokumentiert. Bezüglich seines Geburtsjahres gibt es Unstimmigkeiten: bei einer Zeugenaussage in einer rechtlichen Auseinandersetzung sagte er am 15. November 1652, im Jahr 1606 geboren zu sein. In einem weiteren Gerichtsprotokoll, datiert auf den 11. August 1641, steht, dass er zu diesem Zeitpunkt 37 Jahre alt gewesen sei. Somit wäre auch das Geburtsjahr 1604 möglich.
Heinrich Klünder war zwei Mal verheiratet. Seine erste Frau unbekannten Namens wurde am 17. September 1670 begraben. Am 27. August 1672 heiratete er in zweiter Ehe Anna Fehders (begraben am 11. April 1676 in Glückstadt), deren erster Ehemann Picke Fehders aus Itzehoe verstorben war. Weitere Angaben zu den familiären Verhältnissen sind nicht bekannt. Da er 1641 seinem Schwiegersohn namens Ulrich Schröder ein Haus in der Kremper Straße verkaufte, hatte er vermutlich eine Tochter.
Klünder kam gegebenenfalls mit Willem van Steenwinckel nach Glückstadt. Van Steenwinckel arbeitete hier als Baumeister des Glückstädter Schlosses, Klünder half dort als „Meistergeselle“. Ab 1631 arbeitete er nachweislich als Maurermeister in Glückstadt, wo er am 2. Januar 1632 den Bürgereid leistete. Im selben Jahr erwarb er gegen Zahlung von 950 Mark ein Haus am Fleth, sechs Jahre später zusätzlich von M. Bars für 600 Mark ein Haus in der Kremper Straße. Ein weiteres Gebäude am Fleth erwarb er 1641 von Luna Nunes für 4000 Mark und veräußerte ein Jahr später ein Anwesen in dieser Straße an Moises Gideon Abundiente. Aufgrund dieser Geschäfte ist davon auszugehen, dass er wirtschaftlich erfolgreich war.
Von 1637 bis mindestens 1666 amtierte Klünder als Ältermann der Maurer. 1640 hatte er zehn Angestellte. Von 1642 bis 1647 saß er als Deputierter der evangelischen Nation im Kollegium der Acht-Männer. Sein Name ist in der „Designation derer Interessenten des Ißländischen Handels“ zu finden. 1643 fungierte Klünder als Deputierter und galt daher als Bau- und Zahlbürger und Zwölfmann der Brand- und Schützengilde, deren Ältermann er 1648 wurde. Ab 1647 gehörte er dem Kirchenjurat der Glückstädter Stadtkirche an.

## Bauwerke
Klünder baute vermutlich nur in öffentlichem Auftrag; Arbeiten für Privatleute sind nicht dokumentiert. Sein Name ist in Verträgen, Schiedsurteilen, Rechnungen und Quittungen zu finden. Ab 1656 trug er den Titel eines königlichen Baurats. Nach den Arbeiten am Glückstädter Schloss schuf er 1636 gemeinsam mit Gebhard Titken das achteckige Kastell an der südlichen Mole der Einfahrt des Glückstädter Hafens. Ebenfalls mit Titken schloss er am 28. Februar 1640 einen Vertrag mit Oberdeichgraf Mathias Tipotius. Gemeinsam mit weiteren Helfern sollten die Maurer eine Befestigungsmauer auf dem Rethhövel errichten, die 170 Ruten lang werden sollte. Über Klünders Entlohnung und seine Ansprüche gegenüber Tipotius und Titken entschied am 26. Februar 1641 ein Schiedsgericht.
1645 beauftragten Christian von Pentz und der Hausvogt Johann Freitag den Baumeister Klünder mit Bauarbeiten am Kremper Tor und mehreren weiteren Bau- und Befestigungsanlagen. In einem „protocollum Commissionale“ von 1646 ist nachzulesen, dass Klünder hierfür 1351 Rtl. 38 ß forderte.
Nachdem 1648 die Naturkatastrophe von Holstein die Evangelische Stadtkirche von Glückstadt größtenteils zerstört hatte, übernahm Klünder 1650/51 für 9000 Mark den Wiederaufbau. Außerdem erstellte er Entwürfe für die Sanierung des zerstörten Schlosses von Pinneberg. Gemeinsam mit Bauschreiber Peter Sieken präsentierte er Ernst Albrecht von Eberstein hierzu am 10. April 1662 zwei Zeichnungen. Die zu erwartenden Kosten bezifferte er auf 7995 Rtl. 16 ß. Friedrich III. erhielt die Pläne am 15. April 1662, eine Ausführung der Bauarbeiten erfolgte jedoch nicht.